# Palais archiépiscopal d'Eger
Le palais archiépiscopal (en hongrois : érseki palotaegyüttes) est l'un des plus grands monuments d'Eger, à proximité de l'église cathédrale Saint-Michel-et-Saint-Jean et du Líceum. Il s'agit en réalité d'un ensemble palatin (palotaegyüttes), constitué de trois corps de bâtiments. 